# Tom Fears
Thomas Jesse Fears (3 de diciembre de 1922 -  4 de enero de 2000) fue un receptor abierto de fútbol americano para Los Angeles Rams en la National Football League, jugando nueve temporadas, de 1948 a 1956.

## Primeros años

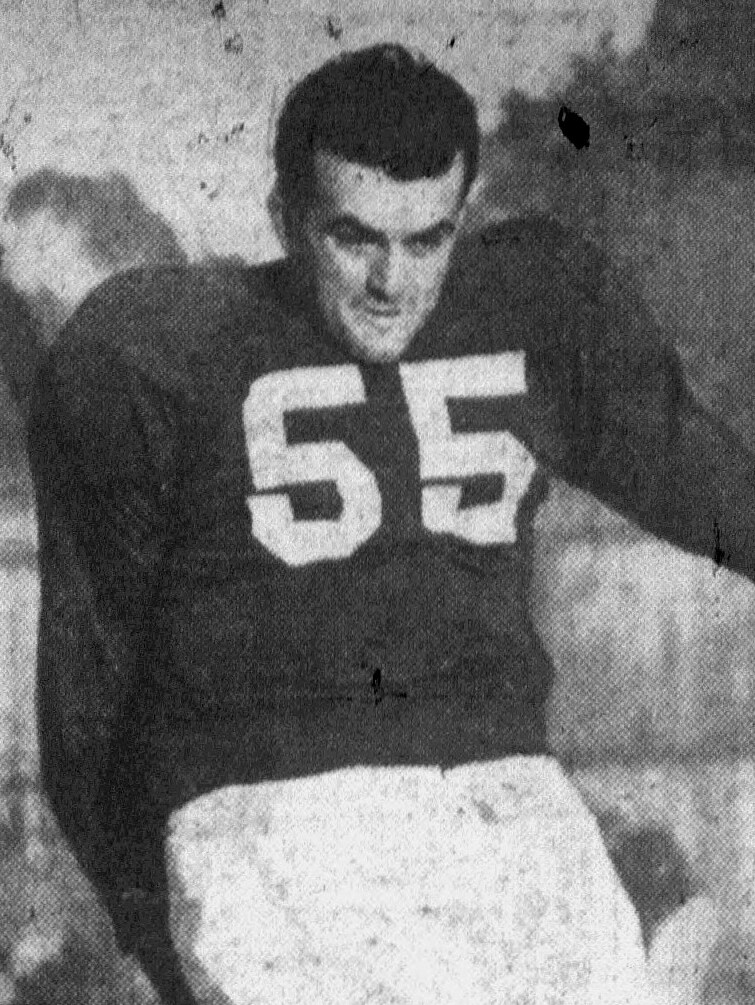
El futbolista mexicano-americano Tom Fears.

Nacido en Guadalajara, Jalisco, México, Fears era hijo de un ingeniero minero estadounidense quien se casó con una mujer de nacionalidad mexicana; se mudaron a Los Ángeles cuando Fears tenía seis años de edad.  
Fears comenzó a jugar fútbol americano en la escuela Los Angeles Manual Arts High School, entonces avanzó para llegar a jugar en Santa Clara.  Ahí pasó dos años antes de ser llamado al servicio militar activo en la Segunda Guerra Mundial, pasando tres años en la Fuerza Aérea de los Estados Unidos.
Antes del final de la guerra, Fears había sido seleccionado por Los Angeles Rams en 1945, pero permaneció en la escuela y se transfirió a UCLA, ganándose dos selecciones All-America en las siguientes dos temporadas en la universidad.

## NFL
Ya jugando para el equipo Los Angeles Rams en 1948, Fears fue el primer jugador en la historia de la NFL en alinearse en la línea de scrimmage completamente alejado del tackle, convirtiéndose en el primer wide receiver en la historia de la liga.  Seleccionado como un defensive back por los Rams, Fears rápidamente dejó huella como receptor en 1948, mientras mostraba su versatilidad jugando en los equipos defensivos y también como tight end. Durante sus primeras tres temporadas como profesional, terminó como el líder de recepciones de la liga, rompiendo el entonces récord de más recepciones en una temporada, con 77 en 1949. 
Aumentó su propia marca en 1950 a 84 recepciones, incluyendo otro récord de esa época con 18 recepciones en un solo juego en contra de Green Bay el 12 de noviembre de 1950 (esa marca solo sería superada hasta el 17 de diciembre de 2000 por Terrell Owens, logrando 20 recepciones en contra de los Chicago Bears), terminando esa temporada con 1,116 yardas por recepciones, la cifra más alta como receptor en toda su carrera profesional. También ayudó a su equipo a conseguir el título de la NFL en 1951.
En 1952 tuvo 48 recepciones para 600 yardas y seis touchdowns, lo cual marcó el principio del fin de su carrera profesional como jugador al fracturarse dos vértebras el 18 de octubre de 1953 jugando en contra de los Detroit Lions.  Limitado a solo 23 recepciones ese año, logró promediar 40 recepciones en sus siguientes dos años, pero tuvo una lesión en la pretemporada de 1956, terminando con solo tuvo 5 recepciones y se retiró el 6 de noviembre de 1956.  Por lo que restó de esa temporada, trabajó como entrenador asistente, terminando sus días como jugador con 400 recepciones para 5,397 yardas y 38 touchdowns.
Después de trabajar como asistente de entrenador con los Green Bay Packers (bajo el ala de Vince Lombardi) y en el entonces equipo de expansión, los Atlanta Falcons, Fears fue contratado por el también equipo de expansión, los New Orleans Saints el 27 de enero de 1967, convirtiéndose en el primer entrenador en jefe de esa franquicia, estando en ese puesto de 1967 a 1970. En su estancia con New Orleans tuvo una marca de 13 juegos ganados, 34 perdidos y 2 empates.

## Después de la NFL
En 1974, Fears dirigió al equipo Southern California Sun de la desaparecida World Football League, donde estuvo en el cargo hasta 1975, cuando la liga colapsó. En 1982, fue contratado por el equipo Los Angeles Express de la USFL como director de personal.
Fears fue diagnosticado con Alzheimer en 1994, pasando sus últimos seis años peleando con esa enfermedad; murió el 4 de enero de 2000. 

## Honores
En 1970, Fears fue reconocido por su carrera como jugador profesional y seleccionado para ser miembro del Salón de la Fama del Fútbol Americano Profesional y en 1976 también fue seleccionado al Salón de la Fama del Fútbol Americano Universitario.